# Андре Солльє
Андре Солльє (фр. Simon Sollier, 6 квітня 1890, Париж — 1 липня 1955, Віллер-сюр-Куден) — французький футболіст, що грав на позиції захисника, зокрема за національну збірну Франції.

## Клубна кар'єра
На клубному рівні грав за команду «КА Вітрі». 

## Виступи за збірну
1909 року дебютував в офіційних матчах у складі національної збірної Франції.
Загалом протягом трирічної кар'єри в національній команді провів у її формі 5 матчів.
Помер 1 липня 1955 року на 66-му році життя у місті Віллер-сюр-Куден.
| Дата       | Місто        | Господарі | Результат | Гості    | Турнір           | Голи | Примітки |
| ---------- | ------------ | --------- | --------- | -------- | ---------------- | ---- | -------- |
| 22/05/1909 | Жантії       | Франція   | 0 – 11    | Англія   | товариський матч | -    |          |
| 03/04/1910 | Жантії       | Франція   | 0 – 4     | Бельгія  | товариський матч | -    |          |
| 16/04/1910 | Брайтон      | Англія    | 10 – 1    | Франція  | товариський матч | -    |          |
| 15/05/1910 | Мілан        | Італія    | 6 – 2     | Франція  | товариський матч | -    |          |
| 01/01/1911 | Мезон-Альфор | Франція   | 0 – 3     | Угорщина | товариський матч | -    |          |
| Усього     |              | Матчів    | 5         |          | Голів            | 0    |          |